# Cala Blava
Cala Blava és una urbanització d'habitatges unifamiliars, majoritàriament de segona residència, del terme municipal de Llucmajor a l'illa de Mallorca. Situada entorn de cala Mosques, entre el caló de Can Mercadal i s'Algar. Ocupa una superfície de 27,59 ha. Fou promoguda per Arturo i Federico Echevarria Uribe i José Mutiezábal i aprovada el 1958, en terrenys de la possessió de Son Verí de Baix.

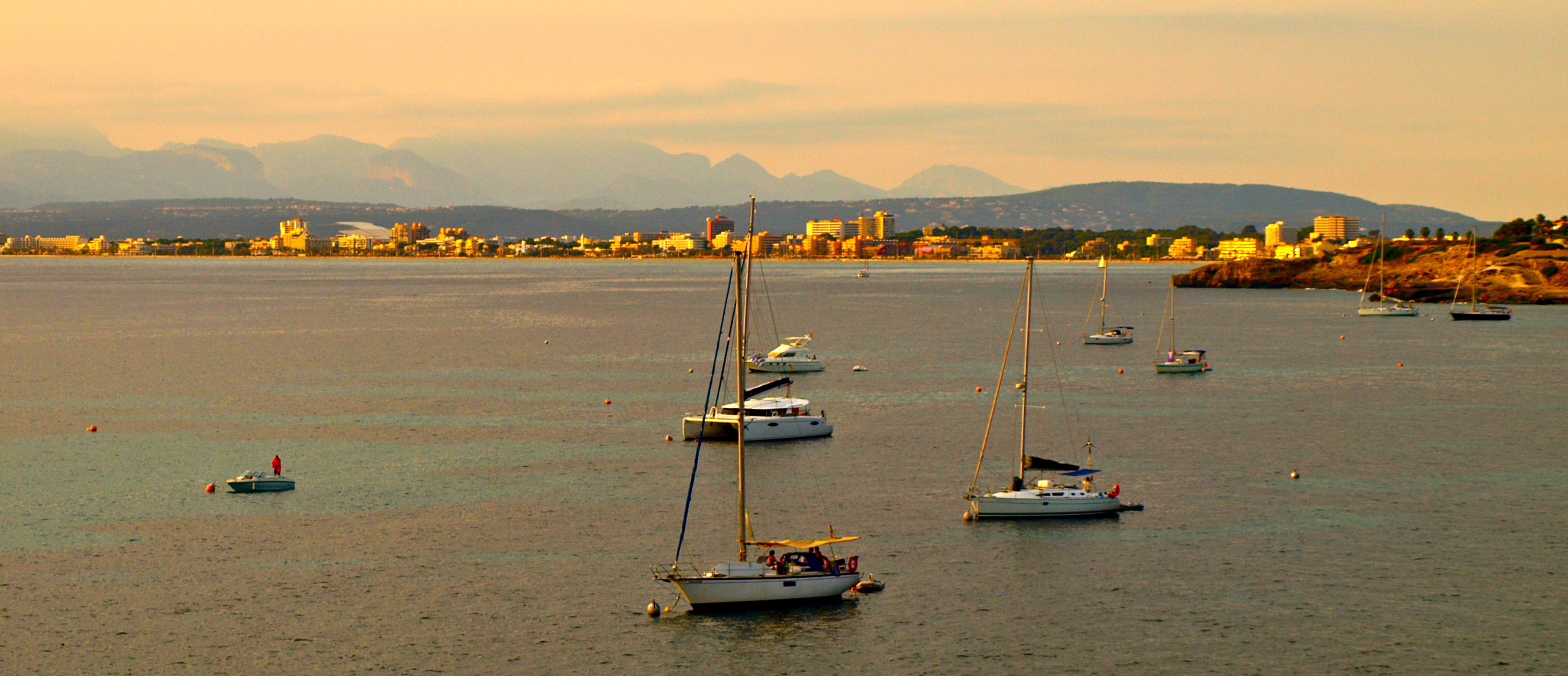
Vista de la Platja de Palma des de Cala Blava. Al fons la Serra de Tramuntana

Bert Kaempfert, (Hamburg, 1923-1980), músic i director d'orquestra, hi va morir.